# 鳳凰の舞
鳳凰の舞（ほうおうのまい）は、東京都西多摩郡日の出町大字平井（下平井）に伝わる民俗芸能である。1973年（昭和48年）11月5日に国の選択無形民俗文化財に選択され、2006年（平成18年）3月15日には国の重要無形民俗文化財（下平井の鳳凰の舞）に指定された。また、2022年（令和4年）11月30日に行われたユネスコの政府間協議にて、ユネスコ無形文化遺産の風流踊の一つとして登録された。

## 概要
春日神社祭礼の奉納の舞で、京都から雨乞いの舞として伝わったといわれる。江戸歌舞伎の太刀踊りの特徴を含む舞、京都の雨乞い踊り祇園囃子を元にした舞のニ庭で構成されている。京都と江戸の両方の要素を含む全国的にも珍しい特徴を持つ。現在は雨乞いとしてだけでなく、悪霊退散の舞としても奉納されている。
毎年9月29日直近の土曜日と日曜日に行われ、舞は、奴の舞、鳳凰の舞がある。花傘のついた万灯二つを先頭に神輿や山車が町内を練り歩き、神社に到着して、まず奴の舞が始まる。12、13歳程度の少年達が奴の姿をし、白扇と木刀を持ち舞出る。大太鼓を中心に円陣を描きしゃがみ、台詞を唱える。次の鳳凰の舞は、鳳凰の冠を被った4人と赤い頭巾をつけたささら役4人が円陣を組み、その外側に軍配を持った1人と小太鼓1人の計10人が左へ回り、男たちが勇壮活発に舞う。音色が響き、町全体が活気に満ちあふれる。

## アクセス
- JR東日本・青梅線福生駅或いは五日市線武蔵五日市駅からバス・中宿バス停或いは、イオンモール日の出バス停にて下車
- JR東日本・五日市線武蔵増戸駅或いは武蔵引田駅にて下車
- 圏央道日の出ICから東京都道184号奥多摩あきる野線